# 리처드 버
리처드 모즈 버(영어: Richard Mauze Burr, 1955년 11월 30일~)는 미국 공화당 소속의 정치인이다. 노스캐롤라이나주에서 하원의원(1995~2005)과 상원의원(2005~2023)을 지냈다.

## 역대 선거 결과
| 선거명      | 직책명                              | 대수  | 정당   | 득표율 | 득표수      | 결과 | 당락                           |
| ----------- | ----------------------------------- | ----- | ------ | ------ | ----------- | ---- | ------------------------------ |
| 1992년 선거 | 하원의원 (노스캐롤라이나 제5선거구) | 103대 | 공화당 | 45.64% | 102,086표   | 2위  | 낙선                           |
| 1994년 선거 | 하원의원 (노스캐롤라이나 제5선거구) | 104대 | 공화당 | 57.28% | 84,741표    | 1위  | 노스캐롤라이나주 하원의원 당선 |
| 1996년 선거 | 하원의원 (노스캐롤라이나 제5선거구) | 105대 | 공화당 | 62.08% | 130,177표   | 1위  | 노스캐롤라이나주 하원의원 당선 |
| 1998년 선거 | 하원의원 (노스캐롤라이나 제5선거구) | 106대 | 공화당 | 67.56% | 119,103표   | 1위  | 노스캐롤라이나주 하원의원 당선 |
| 2000년 선거 | 하원의원 (노스캐롤라이나 제5선거구) | 107대 | 공화당 | 92.81% | 172,489표   | 1위  | 노스캐롤라이나주 하원의원 당선 |
| 2002년 선거 | 하원의원 (노스캐롤라이나 제5선거구) | 108대 | 공화당 | 70.19% | 137,879표   | 1위  | 노스캐롤라이나주 하원의원 당선 |
| 2004년 선거 | 상원의원 (노스캐롤라이나 제3부)     | 109대 | 공화당 | 51.60% | 1,791,450표 | 1위  | 노스캐롤라이나주 상원의원 당선 |
| 2010년 선거 | 상원의원 (노스캐롤라이나 제3부)     | 112대 | 공화당 | 54.81% | 1,458,046표 | 1위  | 노스캐롤라이나주 상원의원 당선 |
| 2016년 선거 | 상원의원 (노스캐롤라이나 제3부)     | 115대 | 공화당 | 51.06% | 2,395,376표 | 1위  | 노스캐롤라이나주 상원의원 당선 |